# Cote Sans Dessein Township
Cote Sans Dessein Township est un township du comté de Callaway dans le Missouri, aux États-Unis,. En 2010, sa population s'élève à 1 122 habitants. Le township est fondé en 1821 et baptisé en référence à l'ancienne ville Cote Sans Dessein (en).

## Source de la traduction
- (en) Cet article est partiellement ou en totalité issu de l’article de Wikipédia en anglais intitulé « Cote Sans Dessein Township, Callaway County, Missouri » (voir la liste des auteurs).